# Jim Otto
James Edwin Otto, detto Jim (Wausau, 5 gennaio 1938 – Auburn, 19 maggio 2024), è stato un giocatore di football americano statunitense che giocò nel ruolo di Centro per tutta la carriera negli Oakland Raiders prima nella American Football League (AFL) e in seguito nella National Football League (NFL). Fu inserito nella Pro Football Hall of Fame nel 1980.

## Biografia

### Carriera
Dopo che nessuna squadra della National Football League mostrò interesse nel firmare un centro ritenuto non in possesso dei requisiti fisici sufficienti, Otto firmò con gli Oakland Raiders della neonata American Football League. Gli fu assegnato il numero 50 nella prima stagione, ma nel 1960 passò al suo familiare 00 nell'annata seguente. La AFL acconsentì all'inusuale numero perché la pronuncia inglese ricordava il cognome di Otto ("aught-oh"). Otto lavorò diligentemente portando il suo peso a 115 chili.
Per le successive quindici stagioni, Otto divenne una colonna dei Raiders, non saltando mai una sola gara a causa di un infortunio. Tra pre-stagione, stagione regolare e playoff, Otto disputò 308 partite consecutive. Coi Raiders vinse il campionato AFL nel 1967 battendo in finale gli Houston Oilers, ma ne perse altre 5: nel 1968, 1969, 1970, 1973, e 1974 contro New York Jets, Kansas City Chiefs, Baltimore Colts, Miami Dolphins e Pittsburgh Steelers rispettivamente, tutte squadre che nei rispettivi anni poi vinsero il Super Bowl. Otto giocò a fianco di Gene Upshaw, un altro futuro Hall of Famer, come guardia sinistra dal 1967 all'ultimo anno di Otto nel 1974. Nella stagione regolare 1967, Oakland segnò 468 punti (33,4 a partita), guidando la AFL ma perdendo il Super Bowl II contro i Green Bay Packers di Vince Lombardi.
Otto fu uno dei soli 20 giocatori ad aver disputato tutte le dieci stagioni di esistenza della American Football League, venendo sempre inserito nella formazione ideale stagionale della lega da The Sporting News. Fu anche un All-Star in 13 delle sue prime 15 stagioni (ogni anno nella AFL dal 1960 al 1969) e in tre delle sue cinque stagioni nella NFL. Fu inoltre inserito nella formazione ideale di tutti i tempi della AFL.

### Morte
Jim Otto morì a Auburn, in California il 19 maggio 2024 all'età di 86 anni.

## Palmarès
- Campione AFL (1967)
- (9) AFL All-Star (1961, 1962, 1963, 1964, 1965, 1966, 1967, 1968, 1969)
- (3) Pro Bowl (1970, 1971, 1972)
- (10) Formazione ideale della AFL (1960, 1961, 1962, 1963, 1964, 1965, 1966, 1967, 1968, 1969)
- (3) All-Pro (1970, 1971, 1972)
- Formazione ideale di tutti i tempi della AFL
- Formazione ideale del 100º anniversario della National Football League
- Pro Football Hall of Fame
- Classificato al #63 tra i migliori cento giocatori di tutti i tempi da NFL.com